# Mantice

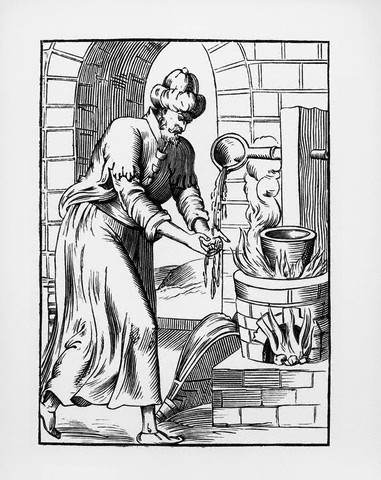
Mantice per attizzare del fuoco

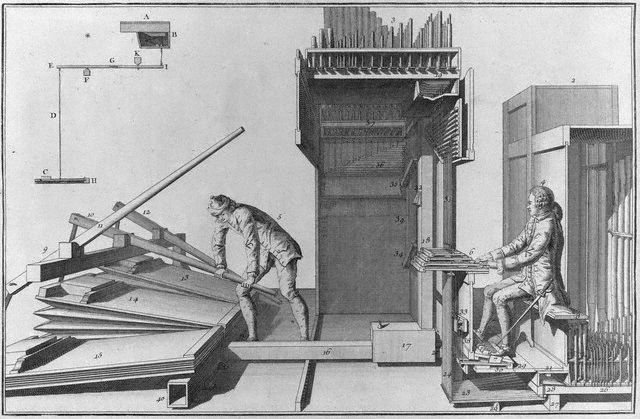
Mantice di un organo (nella parte sinistra)

Il mantice è uno strumento meccanico che produce un soffio d'aria.

## Applicazioni
Viene usato per alimentare il fuoco di fucine, forni o semplicemente di un camino, ma anche come componente in alcuni strumenti musicali come l'organo, l'harmonium, la fisarmonica e la concertina.

## Descrizione
Si presenta in genere come una sacca in pelle (o materiali con analoghe proprietà meccaniche) con i contorni pieghettati in modo da facilitarne la compressione; l'aria spinta da tale compressione viene emessa attraverso un ugello. Alternativamente, l'aria può essere spinta all'esterno da un sistema a pistone.

## Etimologia
Il termine deriva dal latino mantica, "sacchetta", o (per spiegare la desinenza -e) dal plurale della stessa parola manticae, "sacchi, bisacce". Non è esclusa una parentela con mantello, a sua volta dal latino mantellum e questo da un tema mediterraneo *manta.